# Nemeritis stenura
Nemeritis stenura là một loài tò vò trong họ Ichneumonidae.